# Adrián Curi
Adrián Curi (Berón de Astrada, 9 de agosto de 1979 - Corrientes, 20 de enero de 2022) fue un político argentino perteneciente al Partido Justicialista que posteriormente se alió con el radicalismo nucleado en el frente provincial Encuentro por Corrientes.
El 10 de diciembre de 2013 asumió su primer mandato como intendente de Berón de Astrada, cargo para el que fue reelecto en las elecciones de 2017 finalizando su segundo período de gobierno en diciembre de 2021.

## Biografía
Nació en la localidad de Berón de Astrada, también llamada San Antonio de Itatí, cabecera del departamento homónimo, en el norte de la Provincia de Corrientes. Falleció a los 42 años en la ciudad de Corrientes tras estar internado en el Hospital de Campaña, donde ingresó afectado por COVID-19, lo que derivó en una neumonía y un paro cardiorrespiratorio por sus enfermedades preexistentes.

## Carrera política
En 2009 fue elegido concejal de su ciudad natal por el Frente para la Victoria, vertiente del peronismo kirchnerista. Bajo esa misma alianza política resultó electo intendente de Berón de Astrada en las elecciones del año 2013, imponiéndose sobre el candidato del Partido Nuevo, Isaac Ramírez, quién buscaba su reelección al frente del municipio.
También obtuvo un triunfo en las elecciones de medio término, que coincidieron con las presidenciales de 2015, y fue reelecto en la intendencia en 2017.
Tras la asunción de Gustavo Valdés como gobernador, se alejó de las filas del kirchnerismo y pasó a formar parte de un grupo de intendentes de la región noreste del territorio provincial que se autodenominó como Norte Grande. El espacio incluía a los intendentes de las localidades de Palmar Grande, San Miguel, Itá Ibaté, Ramada Paso y Villa Olivari, quienes provenían del peronismo o de partidos provinciales aliados con el justicialismo y que, posteriormente, se alinearon tras la figura de Valdés y lo apoyaron durante su gobierno y en la campaña que resultó en su reelección.
En 2021, impedido de postularse para un tercer mandato, presentó como candidata a sucederlo a su esposa, Gladys Argüello, quien fue derrotada por la dirigente liberal Graciela González, la que se convirtió en la primera mujer en gobernar ese distrito.

### Gestión
Los dos mandatos de gestión de Adrián Curi se caracterizaron principalmente por la realización de diversas obras públicas en la localidad. 
En su mayoría, se trató de obras financiadas y ejecutadas por el gobierno nacional o el gobierno provincial, tales como la instalación de la primera sucursal del Banco de Corrientes, la pavimentación de las principales arterias del casco urbano junto al mejoramiento del alumbrado público con la instalación de luminarias LED, la puesta en valor del edificio de la Escuela Secundaria Genaro Berón de Astrada, y la refacción del Hospital Juan Ramón Vidal.

### Controversias
Durante el tramo final de su segundo mandato como Intendente, Curi impuso severas restricciones en el marco de la emergencia sanitaria declarada en el marco de la pandemia por COVID-19, lo que derivó en numerosas presentaciones ante la justicia mediante acciones de amparo y habeas corpus por considerarlas violatorias de los derechos humanos y contrarias a las disposiciones adoptadas por las autoridades sanitarias provinciales y nacionales. La situación, que fue comparada en los medios de comunicación con lo ocurrido en la Provincia de Formosa, concluyó con sentencias de la Cámara en lo Contencioso Administrativo y Electoral de Corrientes y los Juzgados de Paz de Caá Catí y Berón de Astrada que ordenaron al gobierno municipal a cargo de Curi poner fin a las exigencias establecidas y permitir la libre circulación de los ciudadanos que cumplieran con los requisitos impuestos por las normas vigentes a nivel provincial y nacional.
Luego de concluir su gestión al frente de la Municipalidad de Berón de Astrada, su sucesora en el cargo denunció públicamente el vaciamiento del municipio por parte de Curi e inició acciones penales en su contra, solicitando su detención preventiva, por la presunta comisión de los delitos de incumplimiento de los deberes de funcionario público, malversación de caudales públicos, abuso de autoridad y administración fraudulenta. Curi sostuvo que las denuncias en su contra eran "un circo" y atacó a la intendente González respecto de quien sostuvo "esa mina es una bruta y una ignorante".